# セルフカヴァー・ベスト 〜カガヤキナガラ〜
『セルフカヴァー・ベスト 〜カガヤキナガラ〜』は、2003年10月1日に発売された德永英明初のセルフカバー・アルバム。

## 概要
1986年〜2003年までに発売されたシングル表題曲から12曲を選出、西脇辰弥による新たな編曲を施し再録音された初のセルフカバー・アルバム。

## パッケージ仕様
通常盤と初回限定盤の2形態で発売。初回限定盤には本作と同時発売されたシングル「君は君でいたいのに/壊れかけのRadio」2曲のミュージック・ビデオを収録したDVD付。

## 収録曲
1. 僕のそばに（6:30）[5]
2. 永遠の果てに（5:12）[5]
3. 夢を信じて（3:35）[5]
4. 壊れかけのRadio（5:40）[5]
5. I LOVE YOU（5:22）[5]
6. call（5:08）[5]
7. 青い契り（5:24）[5]
8. レイニー ブルー（4:24）[5]
9. LOVE IS ALL（4:47）[5]
10. 最後の言い訳（5:57）[5]
11. 君は君でいたいのに（4:10）[5]
12. 輝きながら…（4:37）[5]（大阪ガス「エコウィル」CMソング）